# Juninho (fotbollsspelare född 1977)
Juninho (artistnamn för Carlos Alberto Carvalho dos Anjos Junior), född 15 september 1977, är en brasiliansk fotbollsspelare.
Han vann skytteligan i J1 League 2007 med 22 gjorda mål på 31 matcher.